# Saint-Mayeux
Saint-Mayeux è un comune francese di 466 abitanti situato nel dipartimento delle Côtes-d'Armor nella regione della Bretagna.

## Storia

### Simboli
Lo stemma del comune riprende il blasone della famiglia Rousseau, signori di Saint-Dredan.

## Società

### Evoluzione demografica
Abitanti censiti